# Institut for Datalogi (Aarhus Universitet)
 For alternative betydninger, se Institut for Datalogi. (Se også artikler, som begynder med Institut for Datalogi)
Institut for Datalogi (tidligere benævnt Datalogisk Institut) på Aarhus Universitet er med 1.000 studerende Danmarks største institut for datalogi. Tidligere blev instituttet forkortet DAIMI, men efter en omstrukturering og internationalisering er forkortelsen blevet CS AU, der står for Department of Computer Science, Aarhus University.

## Historie
Det oprindelige Datalogisk Institut var en afdeling, der hørte under Matematisk Institut ved Aarhus Universitet. Her havde afdelingen forkortelsen DAIMI, der stod for Datalogisk Afdeling I Matematisk Institut, og dette navn var i 1998 blevet så kendt, at det blev bibeholdt, da afdelingen blev et selvstændigt institut.
Faget datalogi startede på Aarhus Universitet i 1971 som en del af Matematisk Institut. I perioden 1993-1998 gik det datalogiske fagområde gennem en stor vækst, og på instituttet steg det samlede personale fra 80 til 160 – primært på grund af en stigning i mængden af eksterne midler.
Et uafhængigt Datalogisk Institut blev oprettet i januar 1998. I de efterfølgende 5-6 år, flyttede instituttet flere og flere afdelinger til nye bygninger som en del af Aarhus Universitets plan om at koncentrere it-aktiviteter i it-byen Katrinebjerg. I it-byen er der blevet etableret tætte samarbejdsrelationer med andre organisationer, herunder Institut for Informations- og Medievidenskab og Alexandra Instituttet.
I 2012 skiftede instituttet navn fra Datalogisk Institut til Institut for Datalogi.
Kendte dataloger Institut for Datalogi, AU inkluderer:
- Bjarne Stroustrup (opfinderen af C++)
- Jakob Nielsen (brugervenlighedsekspert)
- Lars Bak skaberen af V8 javascript motoren

## Uddannelse
Uddannelser på bachelorniveau:
- bachelor i Datalogi
- bachelor i IT-produktudvikling

Uddannelser på kandidatniveau:
- cand.scient i Datalogi
- cand.scient i IT-produktudvikling

Instituttet udbyder desuden en række efter- og videreuddannelses tilbud.

## Forskningsgrupper
- Algorithms and Data Structures
- Bioinformatics
- Computer Mediated Activity
- Data-Intensive Systems
- Cryptography and Security
- Logic and Semantics
- Mathematical Computer Science
- Modelling and Validation of Distributed Systems
- Programming Languages
- Ubiquitous Computing and Interaction
- Use, Design and Innovation

## Professorer
- Lars Arge
- Susanne Bødker
- Ivan Bjerre Damgård
- Kaj Grønbæk
- Kurt Jensen
- Morten Kyng
- Ole Lehrmann Madsen
- Mogens Nielsen
- Ira Assent
- Lars Birkedal
- Gerth Stølting Brodal
- Jesper Buus Nielsen
- Anders Møller

## Adjungerede professorer
- Bjarne Stroustrup
- Michael E. Caspersen

## IT-Byen Katrinebjerg
Instituttet er beliggende i Aarhus-bydelen Katrinebjerg. Området indeholder også mange it-virksomheder, samt andre uddannelsesinstitutioner og kaldes samlet set for IT-Byen Katrinebjerg.